# Géo Carvalho
Pour les articles homonymes, voir Carvalho.
Géo Carvalho, de son nom complet Geraldo da Rocha Carvalho, est un joueur de football brésilien né le 13 juillet 1932 à Recife. Il évoluait au poste d'attaquant. Il obtient la nationalité portugaise lors de son passage au Sporting Portugal, où il remporte la Coupe des vainqueurs de coupe 1964, le seul trophée européen du club. Il termine ensuite sa carrière dans plusieurs clubs des divisions inférieures belges.

## Biographie

### En tant que joueur
Avec le Sporting Portugal, il remporte la Coupe d'Europe des vainqueurs de coupe 1963-1964.

## Carrière
- 1953-1954 :  Sport Club Recife
- 1955 :  Botafogo SP
- 1955-1957 :  Sport Club Recife
- 1958-1960 :  SE Palmeiras
- 1960-1964 :  Sporting Portugal
- 1965-1966 :  Racing White[1]
- 1966-1968 :  KSV Sottegem[1]
- 1968-1970 :  Cercle Bruges KSV[1]
- 1970-1972 :  RJ Bruxelles[1]
- 1972-? :  Strijpen[1]
- ?-? :  FC Steenhuize[2],[1]

## Palmarès
Avec le Sporting Portugal :
- Vainqueur de la Coupe des coupes en 1964
- Champion du Portugal en 1962
- Vainqueur de la Coupe du Portugal en 1963